# Herpetogramma dilatatipes
Herpetogramma dilatatipes là một loài bướm đêm trong họ Crambidae.